# Wzór Sahy
Wzór Sahy – równanie sformułowane przez hinduskiego astrofizyka Meghnada Sahę określające zależność stopnia zjonizowania gazu przez promieniowanie od temperatury. Przy jednokrotnej jonizacji równanie to wyrażone jest wzorem
{\displaystyle {\frac {N_{j}N_{e}}{N_{n}}}=2{\frac {u_{1}}{u_{0}}}{\frac {\left(2\pi mkT\right)^{3/2}}{h^{3}}}e^{-E_{0}/kT}}
gdzie
Nj – koncentracja jonów,
Ne – koncentracja swobodnych elektronów,
Nn – koncentracja atomów niezjonizowanych,
m – masa elektronu,
k – stała Boltzmanna,
h – stała Plancka,
T – temperatura gazu,
E0 – energia jonizacji,
u0 i u1 –  tak zwane funkcje podziału charakterystyczne dla danego pierwiastka.
W przypadku wielokrotnej jonizacji wzór przybiera postać
{\displaystyle {\frac {N_{j+1}N_{e}}{N_{j}}}=2{\frac {u_{j+1}}{u_{j}}}{\frac {\left(2\pi mkT\right)^{3/2}}{h^{3}}}e^{-E_{j}/kT}}
gdzie j oznacza stopień jonizacji.
Wzór ten jest istotny przy określaniu równowagi hydrostatycznej w gwiazdach.